# Sixteenth Moon
『Sixteenth Moon』（シックスティーンス・ムーン）は、宮沢和史が1998年3月18日に東芝EMIより発売された1stソロ・アルバム。

## 解説
宮沢は1997年のTHE BOOM第2期活動休止時、2枚のソロ・アルバムを作ることを計画。
一枚は「原点回帰」、もう一枚は「今後の方向性」をテーマとしており、このアルバムはTHE BOOMで広げた音楽性から、宮沢自身が音楽活動を行なうきっかけとなった英米の音楽に帰属するという「原点回帰」的なアルバム。
1997年12月、宮沢はレコーディングのため単身渡英。ロンドンにて宮沢が昔から大ファンであったThe POLICEやスティングのプロデュースを手がけたヒュー・パジャムのプロデュースによりレコーディングが行なわれた。
レコーディングの参加ミュージシャンもスティングのサポート・メンバーが多く参加しており、味わい深くクオリティの高い作品になっている。
本作のレコーディング終了後、宮沢はもう一枚の「今後の方向性」的アルバム・レコーディングのため、ブラジルへ渡る。
矢野顕子が5曲目「遠い町で」をカバーしている（『Home Girl Journey』（2000年）に収録）。

## 収録曲
作詞・作曲：宮沢和史（特記以外）
1. 抜殻（5：32）[1]
2. Save Yourself（4：32）[1]
  - 作詞：ブライアン・フォアマン
3. Seven Days, Seven Nights（3：34）[1]
4. 雲の形が変わる前に（4：46）[1]
5. 遠い町で（3：58）[1]
  - 編曲：ピエロ・マイルジ
6. My Heart, My Soul, My Fear（3：57）[1]
  - 作詞：ブライアン・フォアマン
7. 賞味期限（3：58）[1]
8. 香珠～Hyang Ju～（5：16）[1]
  - 編曲：ピエロ・マイルジ
9. 書きかけの歌（3：54）[1]
10. 十六夜月に照らされて（5：57）[1]